# Республіканська Ліга
Республіканська Ліга (пол. Liga Republikańska) — польська права і антикомуністична політична організація, яка діяла в 1993—2001 роках.

## Історія
Ліга була зареєстрована як асоціація 8 грудня 1993 року. Її найбільша активність припадає на 1995-1997 рр. Головою організації був Маріуш Камінський.
Асоціація, згідно з її програмовою декларацією, виникла в рамках акції протесту правої частини молодшого покоління політично активних людей проти повернення до влади пост-комуністів у результаті парламентських виборів 19 вересня 1993 року. Її утворив гурт колишніх діячів підпільного Таємного правління Незалежної спілки студентів Варшавського університету з 80-х рр.
Головною вимогою об'єднання була радикальна декомунізація, яка би полягала у цілковитому усуненні з публічного життя посадовців апарату Польської робітничої партії, Польської об'єднаної робітничої партії і Польської соціалістичної спілки молоді, функціонерів і таємних співробітників МГБ, Служби безпеки і військових служб ПНР та членів комуністичних урядів Польської Народної Республіки. Ліга також висувала вимогу декомунізації права шляхом дерегулювання і зменшення бюрократії.
Найгучнішими діями Ліги були вуличні демонстрації (найбільша — в день складання присяги президентом Олександром Кваснєвським), пікети, до яких долучалася і шкільна молодь (наприклад, проти тодішнього міністра освіти Єжи В'ятра з СДЛС) або  маніфестація в галереї Сейму проти звинуваченого Лігою у співпраці з російською розвідкою прем'єр-міністра Юзефа Олекси. Асоціація також організувала виставку фотографій «Прокляті солдати», присвячену післявоєнним польським партизанам. Серед заходів Ліги були, зокрема, демонстрації під будинком Войцеха Ярузельського 13 грудня кожного року, прибирання радянських і комуністичних символів із польських міст, протести проти політики Росії в Чечні або дії, спрямовані на засудження суддів доби сталінізму.
Частина діячів опинилася пізніше у партії «Альянс правиці», а далі — у «Праві і Справедливості» (зокрема, Маріуш Камінський, Станіслав П'єнта, Пйотр Бабінец, Анна Сікора).